# Guermantes
Guermantes ist eine französische Gemeinde mit 1151 Einwohnern (Stand 1. Januar 2022) im Département Seine-et-Marne in der Region Île-de-France. Sie gehört zum Arrondissement Torcy und zum Kanton Lagny-sur-Marne. Guermantes gehört zur Ville nouvelle Marne-la-Vallée. Die Einwohner werden Guermantais genannt.

## Geographie
Guermantes befindet sich etwa 30 Kilometer östlich von Paris und umfasst eine Fläche von 126 Hektar. Nachbargemeinden sind Gouvernes im Nordwesten, Conches-sur-Gondoire im Nordosten, Bussy-Saint-Georges im Osten und Süden sowie Bussy-Saint-Martin im Westen.

## Bevölkerungsentwicklung
| Jahr      | 1962 | 1968 | 1975 | 1982 | 1990 | 1999 | 2006 | 2011 |
| Einwohner | 154  | 169  | 243  | 489  | 1128 | 1392 | 1302 | 1217 |

## Sehenswürdigkeiten
Siehe auch: Liste der Monuments historiques in Guermantes
- Barockes Schloss Guermantes aus dem 17. Jahrhundert